# Emma Vilarasau
Emma Vilarasau Tomàs, conocida artísticamente como Emma Vilarasau (San Cugat del Vallés, Barcelona, 6 de abril de 1959) es una actriz de televisión, teatro y cine española, casada con el también actor Jordi Bosch.Distinguida en Cataluña con la Cruz de San Jordi (2015)  y con el Premio Nacional de Cultura 2017. 

## Trayectoria artística
Estudia en el Instituto del Teatro de Barcelona. Debutó en teatro en 1982 con Mon, dimoni i carn con el     Teatre Lliure, de cuya compañía formó parte 10 años. Sin dejar las tablas, saltó a la televisión autonómica catalana, TV3, con Quico (1993), Estació d'enllaç (1994), y Secrets de família (1995). Se hizo muy popular en Cataluña gracias al personaje de Eulàlia Montsolís en la serie Nissaga de poder (1996-98) También protagonizó en el mismo canal Majoria absoluta, Ventdelplà (2005-2010, 362 episodios) y diversas tv movies. 
Volvió de nuevo a una serie de la plataforma on line de la televisión pública española, RTVE Play, Ser o no ser (2022), primera serie española sobre un adolescente trans. 
En teatro es más ampliamente ha desarrollado su carrera, destacando su interpretación en la versión catalana de Agosto (Condado de Osage) (2010), de Tracy Letts.Ha representado, entre otras, La flauta màgica; Terra baixa; Paraules encadenades; Un tramvia anomenat desig; Les tres germanes; Carta d'una desconeguda; Quí té por de Virginia Woolf? y Un matrimoni de Boston (2024). 
También ha participado en películas en castellano, como, Los sin nombre (1999), de Jaume Balagueró, por la que fue premiada en el Festival de Sitges, Mujeres en el parque (2006) un melodrama, de Felipe Vega, que protagoniza con Adolfo Fernández y Blanca Apilánez. y Para que no me olvides (2005), por la que fue nominada al Goya Mejor Actriz. O Casa en flames (Casa en llamas), de 2024, dirigida por Dani de la Orden. Por esta última ganó el Premio Gaudí mejor actriz 2024, Premio Feroz mejor actriz protagonista de una película 2025, y el Premio Días de Cine. 
En noviembre de 2023 es nombrada Académica de Honor por la Academia de las Artes Escénicas de España. 

## Trayectoria

### Cine
- Casa en flames. (2024) [11]
- Los niños salvajes (2012)
- Cruzando el límite (2010)
- Jingle Bells (2007) .... Madre
- Mujeres en el parque (2006) .... Clara
- Para que no me olvides (2005) .... Irene
- Las voces de la noche (2003) .... Cata
- Utopía (2003) .... Julie
- Desde la ciudad no se ven las estrellas (2001) .... Laura
- L'illa de l'holandès (2001) .... Isabel
- Los sin nombre (1999) .... Claudia Horts de Gifford
- Un caso para dos (1997) .... Julia
- Ni tan siquiera tienes los ojos azules (1997) .... Mother
- La febre d'or (1993) .... Rosita
- Una nit a Casa Blanca (1987) .... Geltra

### Películas para televisión
- Majoria absoluta (2002) .... Judith Altimir
- Gossos (2002) .... Glòria
- Germanes de sang (2001) .... Júlia
- Después de la lluvia (2000)
- Dues dones (1998) .... Clàudia
- La infanticida (1992) .... Nela
- Un dels últims vespres de carnaval (1991)
- Els gegants de la muntanya (1990) .... Diamante
- La mirandolina (1990) .... Mirandolina
- 30 d'abril (1987) .... Xamuca Xepé

### Series de televisión
- Ser o no ser (2022-2023) RTVE Play... [13]
- Ventdelplà (2005-2010) (TV3) ... Teresa Clarís
- Majoria absoluta (2002-2004) (TV3) ... Judith Altimir
- Un lugar en el mundo (2003) (Antena 3) ... Regina
- Mirall trencat (2002) (TV3) ... Armanda
- Crims (2000) (TV3) ... Olga
- Nissaga de poder (1996-1998) (TV3) ... Eulàlia Montsolís
- Secrets de família (1995) (TV3) ... Laura Cufí
- Estació d'enllaç (1995) (TV3) ... Mariona (capítol 22: "Records")
- Quico (1994) (TV3) ... Núria Gratacós
- Sóc com sóc (1990)
- Ser o no ser (2024) RTVE Play.  [7]

## Premios y nominaciones
Premios Goya
| Año  | Categoría                 | Película               | Resultado |
| ---- | ------------------------- | ---------------------- | --------- |
| 2006 | Mejor actriz protagonista | Para que no me olvides | Nominada  |
| 2025 | Mejor actriz protagonista | Casa en llamas         | Nominada  |

Premios Sant Jordi
| Año  | Categoría             | Película               | Resultado |
| ---- | --------------------- | ---------------------- | --------- |
| 2005 | Mejor actriz española | Para que no me olvides | Ganadora  |

Premios Feroz
| Año  | Categoría                 | Película       | Resultado |
| ---- | ------------------------- | -------------- | --------- |
| 2024 | Mejor actriz protagonista | Casa en llamas | Ganadora  |

Medallas del Círculo de Escritores Cinematográficos
| Año  | Categoría    | Película       | Resultado |
| ---- | ------------ | -------------- | --------- |
| 2024 | Mejor actriz | Casa en llamas | Nominada  |

Premio Zapping
| Año  | Categoría          | Serie      | Resultado |
| ---- | ------------------ | ---------- | --------- |
| 2006 | Mejor actriz de TV | Ventdelplà | Ganadora  |

- Premio Margarita Xirgu, 1992/93, por la función de teatro Dansa d'agost. [16]
- Premio Mejor Actriz 1999, en el Festival de Cine de Sitges, por Los sin nombre.   [17][18]
- Premio Días de Cine Mejor Actriz Española 2024, concedido por el programa de TVE, Días de cine, por Casa en flames. [11]
- Premio Gaudí 2025 Mejor protagonista femenina, por Casa en flames. [19]
- Premio DRAC 2025.[20]